# 豊橋市立南陽中学校
豊橋市立南陽中学校（とよはししりつなんようちゅうがっこう）は愛知県豊橋市駒形町にある公立中学校。

## 概要
田園が広がる自然豊かな環境に立地している。学校近くに「南陽通り」がある。クラス数は16（普通学級15、特別学級1）。ポルトガル語に対応した日本語指導担当教員を配置し、外国籍生徒の受け入れを積極的に行っている。

## 教育目標
- 知性をみがき、自己を高める生徒
- 礼節を重んじ、心ゆたかな生徒
- 心身をきたえ、気力あふれる生徒

## 主な学校行事
- 南陽祭 - 文化祭(南陽祭)と体育祭(南陽五輪)を2日に分けて行う。

## 部活動
- サッカー部
- 野球部
- ソフトテニス部
- バレーボール部
- バスケットボール部
- 卓球部
- 水泳部(臨時)
- 相撲部(臨時)
- 柔道部
- 剣道部
- 吹奏楽部
- 美術部
- コンピュータ部(2027年度廃部)
- 太鼓部

## 主な出身者
- 蝶々 (エッセイスト)
- 長坂尚登(豊橋市長）

## 所在地
- 〒441-8145　愛知県豊橋市駒形町字南欠下1番地1

## アクセス
- 豊鉄バス小浜大崎線
  - 二回新田バス停下車、徒歩約8分
- 豊鉄バス大崎線
  - 駒形バス停下車、徒歩約10分
- 豊橋鉄道渥美線
  - 高師駅下車、徒歩約30分